# Rio Cachoeira (Paraná)
O rio Cachoeira é um curso de água que banha o estado do Paraná. Desagua na baía de Antonina.